# Eppstein
Eppstein este un oraș din landul Hessa, Germania.